# Shika Wakashū
Shika Wakashū (詞花和歌集?, Raccolta di fiori poetici), abbreviato in Shikashū, è la sesta Chokusen wakashū (antologia imperiale) di poesia waka. Compilata intorno al 1151–1154 su richiesta del già abdicato Daijō Tennō Sutoku. Fu compilata da Fujiwara no Akisuke (1090-1155), un membro della famiglia Rokujō. Comprende 10 volumi contenenti 411 poesie.

## Storia
Nel 1144, l'imperatore abdicato Sutoku ordinò la compilazione di un'antologia imperiale, diede l'incarico di compilarla a Fujiwara no Akisuke che la terminò e la presentò all'imperatore per l'ispezione tra il 1150 (Kuan 6) e il 1152 (Nihei 2). Dato che il Sanso bon (la terza edizione riveduta) di Kin'yō Wakashū non circolò molto, molte poesie raccolte in Shika Wakashū si sovrapposero a quelle in Kin'yōshū.

## Composizione
Tradizionalmente, l'antologia imperiale era composta da 20 volumi sin dai tempi di Kokinwakashū, ma Kin'yōshū e Shikashū ruppero questa usanza e omesso le categorie di Viaggio, Elegie e Dei del cielo e della terra e riducendo i volumi sull'Amore a due. Si compone di 10 volumi suddivisi nelle categorie Primavera, Estate, Autunno, Inverno, Celebrazione, Separazione, Amore (due volumi) e Varie (due volumi).
Lo Shikashū è la più breve delle antologie imperiali. Nonostante la natura apparentemente conservatrice di Akisuke, questa antologia è piuttosto eclettica e presenta un'ampia varietà di poesie, inclusa una di Saigyō. La differenza più significativa tra Shikashū e "Kinyo shu" è che mentre Kin'yōshū sono presenti molti poeti contemporanei in Shikashū sono presenti soprattutto i poeti intorno al periodo di Goshūi Wakashū, come Sone no Yoshitada (17 poesie), Izumi Shikibu (16 poesie) e Ōe no Masafusa (14 poesie). Lo stile delle poesie è vario ed è caratterizzato dalle fresche poesie descrittive e da molte poesie in cui gli autori hanno espresso i loro sentimenti.